# Fertőrákos
Fertőrákos (německy Kroisbach, chorvatsky Krojspuh) je obec v župě Győr-Moson-Sopron. Leží na pobřeží Neziderského jezera, zhruba 10 km severovýchodně od města Sopron, přímo na hranicích s Rakouskem. Obec je dnes součástí rakousko-maďarského Světového kulturního dědictví UNESCO.
V obci žije 2260 obyvatel.

## Zajímavosti

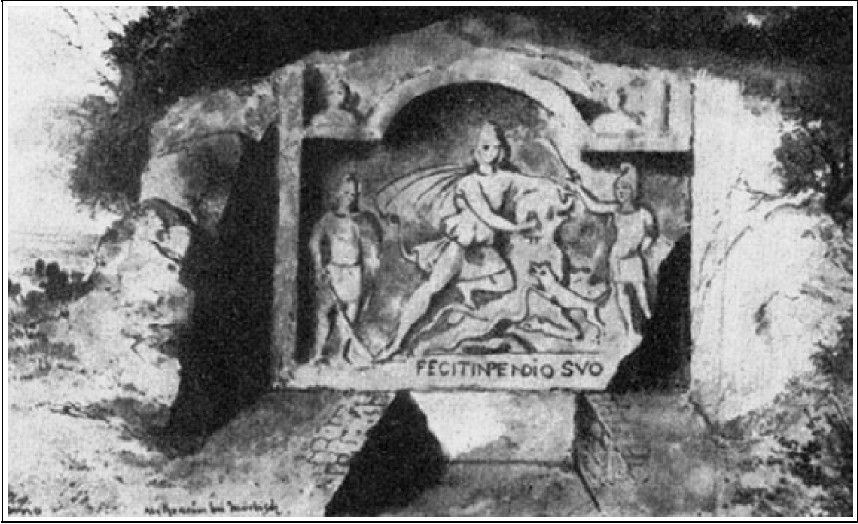
Mithrasův relief

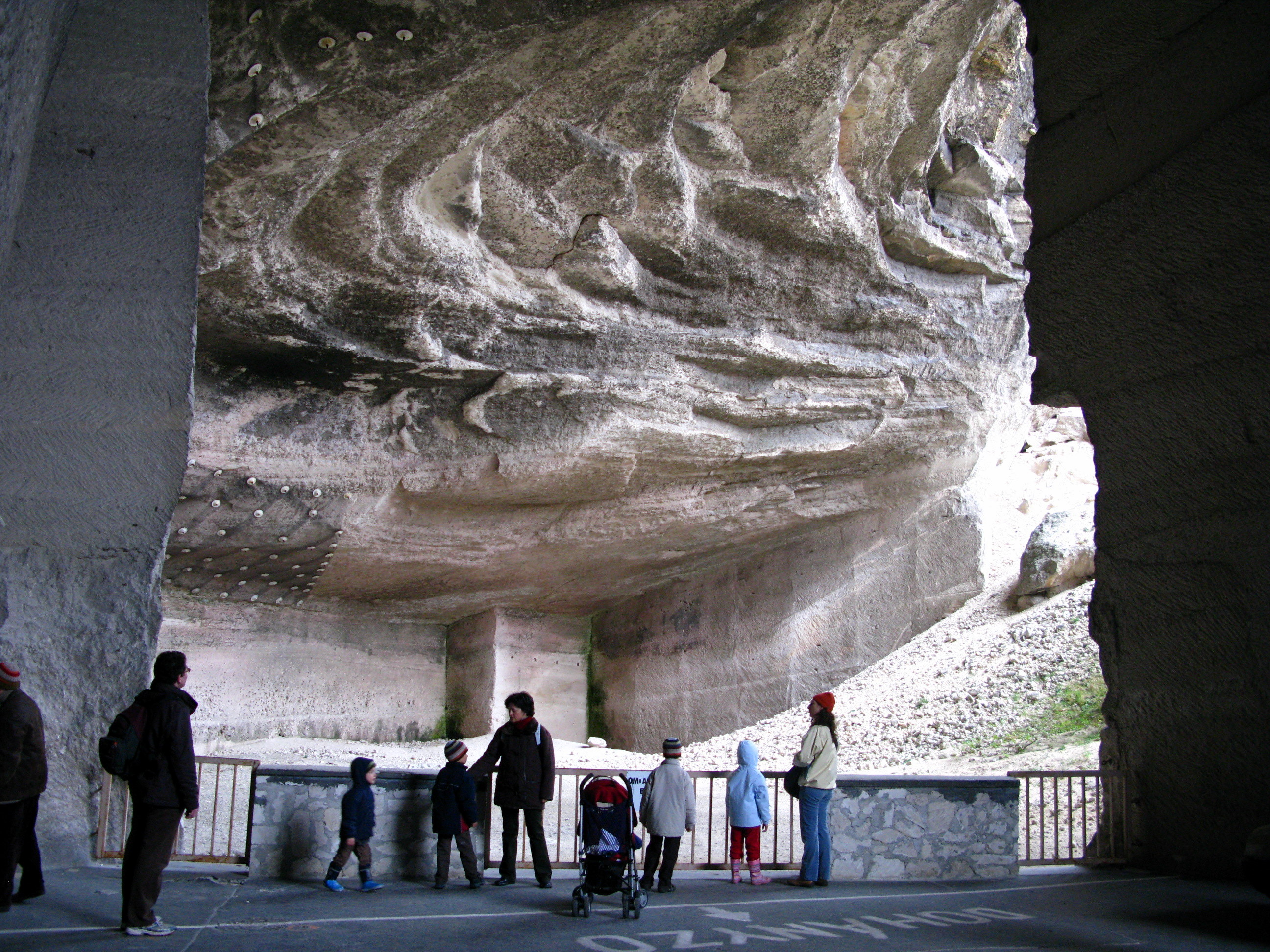
Jeskyně v lomu

Obec Fertőrákos je propojena cyklistickou stezkou s obcí Mörbisch am See v Rakousku. Vedle stezky přímo u hranice se na maďarské straně nachází tzv. Mithrasova svatyně (Mithrász-szentély). V ní je možno spatřit Mithrasův reliéf z římského období, který zde byl nalezen před rokem 1900.
V obci je již nepoužívaný kamenolom z něhož jsou nádherné vyhlídky na okolí. V jeskyních kamenolomu jsou vytvořeny koncertní sály, využívané pro koncerty vážné hudby. Každým rokem se tu koná hudební festival z děl hudebních skladatelů Liszta a Wagnera. Areál je uzavřený a mimo představení divadla přístupný za poplatek který v červenci 2018 činil pro dospělou osobu 1800HUF. V areálu lomu se též nachází, z dálky viditelný, památník Panevropského pikniku.
Na břehu jezera je přístaviště jachet a řady bungalovů. To všechno před rokem 1989 bylo vyhrazeno jen pro maďarské komunistické pohlaváry.